# Émile Ullmann
Pour les articles homonymes, voir Ulmann.
Samuel Émile Jammes Ullmann né à Paris le 24 novembre 1844 et mort dans la même ville le 13 décembre 1902 est un architecte français.
Il est le neveu du peintre Benjamin Ulmann (1829-1884).

## Biographie
Diplômé des Beaux-Arts de Paris, Émile Ulmann obtient en 1871 le grand prix de Rome en architecture. Il est ensuite architecte du consistoire et architecte de la Ville de Paris.

## Réalisations
- Synagogue de Neuilly, 1877-1878.
- École maternelle de l'Institut départemental des jeunes aveugles de la Seine, Saint-Mandé, 1898.
- Château d'Armainvilliers, 1880-1900.
- École de sourds muets, dite Institut Baguer, Asnières-sur-Seine, 1901-1906.
- École rue de l'Arbalète,  Paris, à partir de 1898. Dans cette école, existe un petit théâtre.